# Campagne daciche di Domiziano
Le campagne daciche di Domiziano ebbero luogo negli anni 85-89 e furono combattute tra l'esercito romano, guidato dai generali dell'imperatore Domiziano, e i Daci di re Decebalo.
La pace tra le parti fu concordata nell'89 e solo apparentemente fu favorevole ai Romani. In effetti, a Decebalo fu consentito di riarmarsi liberamente e di accrescere la potenza del suo popolo nei quindici anni successivi, prima della definitiva conquista della Dacia avvenuta sotto Traiano nel 101-106.

## Contesto storico
L'impero dei Flavi era cominciato quindici anni prima con Vespasiano. A questi era succeduto il figlio maggiore, Tito, morto prematuramente nell'81, e poi il fratello minore, Domiziano. Quest'ultimo adottò una politica estera estremamente aggressiva soprattutto in Occidente, cominciando tutta una serie di guerre lungo i confini imperiali, evidentemente per renderne più sicure le sue frontiere, ma anche alla ricerca di glorie militari.
Nell'83, infatti, venne condotta una campagna contro la popolazione germanica dei Catti per la conquista dei monti Taunus e dei cosiddetti Agri decumati. Lo stesso anno fu lanciata un'offensiva in Britannia per la conquista della parte settentrionale dell'Isola contro il popolo dei Caledoni. E sempre in questi anni, il popolo dei Nasamoni, lungo il confine della provincia dell'Africa proconsolare, fu completamente annientato, perché non costituisse più un problema lungo questa frontiera meridionale.

### Preludio alla guerra
Il casus belli fu, nell'85, un'invasione in forze, da parte dei Daci, dell'area carpatica, nella vicina provincia romana della Mesia, il cui governatore fu ucciso. Il loro re Duras-Diurpaneo, forse istigato dallo stesso Decebalo che poco più tardi gli succedette, aveva deciso di invadere i territori romani, stanco probabilmente delle continue pressioni da parte dei Romani sui "vicini" popoli transdanubiani, e delle pretese di sovranità ed intervenendo spesso nella loro politica interna.
Domiziano, già ben disposto alle guerre esterne, non ebbe alcuna esitazione quando i Daci, con la loro irruzione in territorio romano gliene fornirono l'occasione. La risposta del nuovo imperatore non si fece attendere a lungo.

### Forze in campo
Domiziano riuscì a schierare un esercito composto da numerose legioni danubiane, oltre ad unità ausiliarie e vexillationes legionarie come segue:
- le legioni I Adiutrix, I Italica, II Adiutrix, IV Flavia, V Alaudae, V Macedonica, VII Claudia, XIII Gemina ed XV Apollinaris.
- vexillationes legionarie delle legioni II Augusta, IV Scythica, VII Gemina, IX Hispana e XX Valeria Victrix.[3]

Il numero totale di forze in campo da parte dell'impero romano potrebbe essersi aggirato attorno ai 100 000 armati, di cui 60 000 legionari e 40 000 ausiliari.
In base ai dati forniti da Strabone, Decebalo potrebbe essere stato in grado di mettere insieme un esercito di circa 200 000 armati.

## Guerra

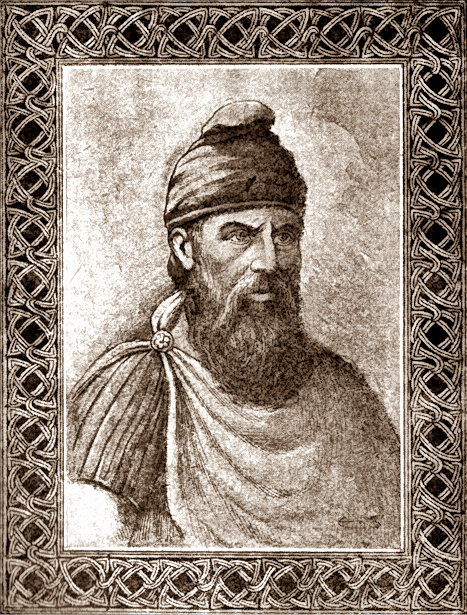
Statua moderna del re dei Daci, Decebalo.

### Anno 85
Una nuova crisi scoppiò sul Danubio. I Daci, la cui potenza aveva subito un'eclissi dopo la morte del grande re Burebista alla metà del I secolo a.C. con la divisione in 4-5 piccoli stati, erano tornati di nuovo uniti e temibili sotto un altro vigoroso sovrano, Duras-Diurpanaeus, il predecessore di Decebalo.
Il centro del regno dacico era situato nell'anfiteatro naturale dei monti Carpazi, e le sue principali cittadelle fortificate nelle montagne di Orăștie nel cuore della Transilvania. I Daci decisero di varcare il Danubio e di attaccare la vicina provincia romana di Mesia. Il governatore che andò incontro all'esercito dace fu battuto pesantemente, probabilmente nei pressi di Adamclisi. Il proconsole di Mesia, Gaio Oppio Sabino, fu ucciso e numerose fortificazioni e guarnigioni del limes mesico furono annientate. Solo gli accampamenti legionari di Oescus e Novae, riuscirono a difendersi con successo.
La risposta romana, come detto, non si fece attendere. L'imperatore Domiziano, riunito un esercito con vexillationes provenienti da diverse province, marciò subito verso il campo delle operazioni assieme alla guardia pretoriana ed al prefetto del pretorio, Cornelio Fusco. Domiziano, al termine dell'anno, potrebbe aver deciso l'inizio della costruzione di un grande vallo in terra in Dobrugia.

### Anno 86

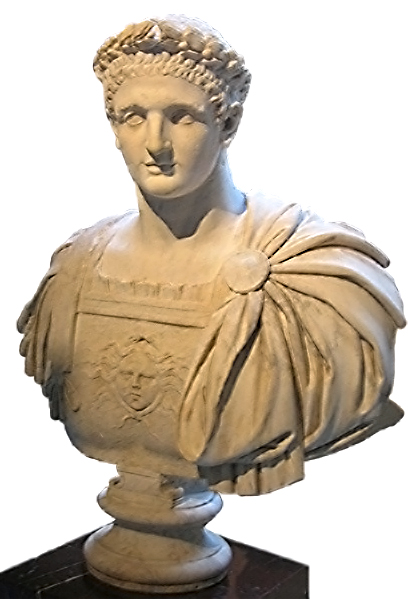
Busto dell'imperatore Domiziano.

Domiziano, pur avendo ristabilito l'ordine nella provincia di Mesia, decise di vendicare l'onore romano, organizzando per l'inizio dell'estate di quest'anno una spedizione punitiva oltre il Danubio, promuovendo come comandante in capo della spedizione in territorio dace, il prefetto del Pretorio, Cornelio Fusco. Non conosciamo esattamente dove l'esercito romano possa aver attraversato il fiume, ma è possibile supporre che si trattasse della stessa via seguita qualche anno più tardi da Traiano durante la sua prima campagna dacica.
L'avanzata romana fu arrestata nel cuore del regno di Decebalo, dove subì una disastrosa sconfitta. Qui l'esercito romano fu sonoramente battuto ed il Prefetto perse la vita. La sconfitta fu talmente grave da essere addirittura paragonata a quella subita da Publio Quintilio Varo ottant'anni prima in Germania nella battaglia nella selva di Teutoburgo. E, come se non bastasse, l'esercito romano dovette patire ulteriori perdite durante la disastrosa ritirata. E nel bottino fatto dai Daci si trovava addirittura uno stendardo militare, forse un'aquila legionaria o, molto più probabilmente, un vessillo dei pretoriani.
I Daci si accontentarono di una vittoria insperata, pur tuttavia non poterono esultare a lungo. I preparativi romani dovettero essere intensi per l'anno seguente, a giudicare dal successo ottenuto nell'88. Domiziano sapeva che questa volta non gli era concesso sbagliare. Non solo si procedette a preparare con cura gli armamenti e le truppe in vista della prossima campagna, ma anche i mezzi diplomatici non furono trascurati nello sforzo d'isolare ed accerchiare Decebalo, che succedette a Duras-Diurpaneus forse già nel corso della campagna di quest'anno. È possibile che Roma nel corso di questo inverno e dell'anno successivo abbia, infatti, cercato di ottenere la collaborazione o di comprare la neutralità delle popolazioni gete della Valacchia e sarmate della Moldavia.

### Anno 87
Durante la tregua di quest'anno, la Mesia potrebbe essere stata divisa in due province indipendenti: la Superiore e la Inferiore come suggerisce il Parker. E sembra che alla nuova provincia della Superiore fu unita la regione ex-pannonica della zona di Sirmio, forse perché Domiziano intendeva potenziarne l'armata che avrebbe utilizzato l'anno successivo per una nuova invasione. Alla Mesia Inferiore fu, invece, aggiunto il tratto danubiano che conduce da Drobetae a Ratiaria, ovvero l'antica Treballia.

### Anno 88

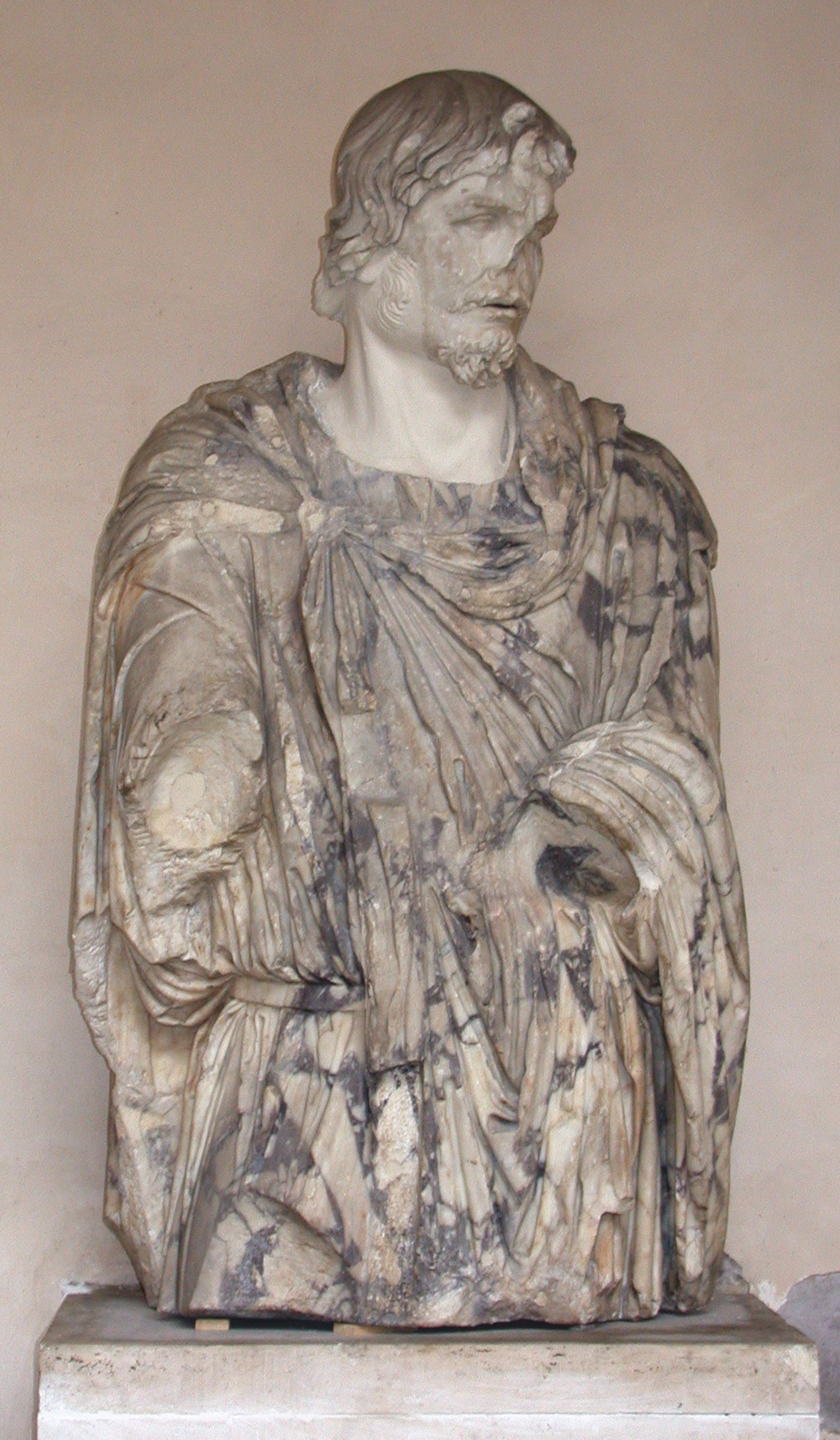
Guerriero dace.

La guerra fu ripresa dopo un anno di preparativi. Domiziano promosse come nuovo comandante in capo, un certo Tettio Giuliano il quale, varcato il Danubio, probabilmente di fronte alla fortezza legionaria di Viminacium, riuscì nell'autunno seguente a raggiungere la piana di Caransebeș, di fronte alle Porte di Ferro, forse dopo una marcia avvolgente di avvicinamento condotta su più colonne, e non senza grandi difficoltà per i continui attacchi dei Daci.
In una località chiamata Tapae, dove Traiano avrebbe poi ottenuto un mediocre successo durante la sua prima campagna del 101, vi fu una grande battaglia, seguita da una strage di Daci. Un certo Vezina, che per il suo prestigio era secondo solo a Decebalo, morì combattendo. Giuliano, tuttavia, non marciò sulla capitale nemica di Sarmizegetusa Regia. Ne fu ostacolato, si disse, da uno stratagemma di Decebalo che, secondo Dione, avrebbe tagliato dei tronchi d'albero vestendoli da soldati con tanto di armamento; dopo averli disseminati copiosamente in difesa della capitale dacica, riuscì ad indurre i Romani a cessare l'avanzata in territorio nemico.
È lecito pensare che vi fossero altri motivi per cui Tettio Giuliano desistette dall'avanzare ulteriormente. La ragione principale potrebbe essere stata la difficoltà di attraversare le Porte di Ferro in una stagione prossima all'inverno, tanto da supporre un soggiorno dell'esercito romano in territorio dacico fino alla primavera seguente, in preparazione di una marcia l'anno successivo su Sarmizegetusa Regia.

### Anno 89
È certo che la vittoria romana aveva ridotto Decebalo sulla difensiva, ma venne salvato da una serie di eventi a lui favorevoli: 
- la rivolta di un certo Lucio Antonio Saturnino che si era proclamato imperatore tra le legioni della Germania Superiore.
- ed una rivolta armata delle popolazioni che fino a quel momento avevano riconosciuto la sovranità di Roma e ne avevano protetto per decenni la frontiera della Pannonia, vale a dire i Marcomanni, i Quadi ed i Sarmati Iazigi.

Questi eventi provocarono inevitabilmente il ritiro delle armate romane dalla Dacia e la stipulazione di un trattato di pace. Da entrambi i lati prevalsero gli atteggiamenti concilianti e diplomatici e l'onore fu salvo per entrambi. Decebalo divenne "re cliente", pur se solo nominalmente, guadagnandosi la riconoscenza e l'aiuto romano con l'invio di esperti carpentieri, ingegneri ed un sussidio annuale di 8 milioni di sesterzi.. Il fratello Degis, fu inviato a Roma a ricevere dalle mani dello stesso Domiziano la corona da regalare al re dei Daci in segno di alleanza e sottomissione.

## Conseguenze

### Le reazioni immediate
L'imperatore romano Domiziano, tornato a Roma, celebrò con gran pompa un doppio trionfo su Catti e Daci, del tutto inutile ed inopportuno. La Dacia rimaneva ancora a tutti gli effetti uno stato libero ed indipendente da Roma.

### L'impatto sulla storia
Questa guerra, ormai ben avviata, nella quale Sarmizegetusa Regia, capitale della Dacia, era minacciata da vicino e Decebalo costretto a chiedere pace, non fu portata a termine poiché Domiziano decise di avventurarsi in una nuova guerra contro le popolazioni suebiche di Quadi e Marcomanni, oltre alle genti sarmatiche degli Iazigi a nord del medio corso del Danubio.
L'inutile apertura di un nuovo fronte rese necessaria la conclusione della pace con la Dacia. Decebalo fu costretto a restituire armi e prigionieri romani, riconoscendosi sovrano dipendente dall'imperatore, anche se solo formalmente, mentre i Daci furono messi nella condizione giuridica di popolo cliente di Roma. È vero anche che, se da un lato si tentava di fare un passo avanti per la romanizzazione di quel territorio, dall'altro Decebalo, privo di controlli diretti, poté tornare ad accrescere la sua potenza approfittando degli ingegneri e dei sussidi inviati da Roma. Quindici anni più tardi fu, infatti, necessaria una nuova guerra per sottomettere definitivamente l'area ed accantonare un pericolo così grande alle porte dell'Impero romano.

## Curiosità

### Archeologia della guerra
È possibile che sul sito della battaglia presso Adamclisi, combattuta contro i Daci in Mesia nell'85, in cui persero la vita numerosi soldati dell'esercito romano, compreso il governatore Gaio Oppio Sabino, venisse posto un altare sul cui perimetro erano scritti i nomi dei 3000 legionari e ausiliari caduti combattendo per l'impero.

### Fonti primarie
- Dione, Storia romana, LVII.
- Svetonio, Vite dei Cesari, Domiziano.
- Marziale, Epigrammata, V.

### Fonti moderne
- Peter Wilcox & Gerry Embleton, Rome's enemies: Germans and Dacians, Oxford 2004. ISBN 0-85045-473-5.
- Emile Condurachi e Constantin Daicoviciu, Archeologia Mundi: Romania, Roma 1975.
- AAVV, I Daci: mostra della civiltà daco-getica in epoca classica, Roma dicembre 1979-gennaio 1980.
- Ronald Syme, Danubian Papers, Londra 1971.
- András Mócsy, Pannonia and Upper Moesia, Londra 1974. ISBN 0-415-13814-0
- Pat Southern, Domitian, tragic tyrant, Londra e New York 1997. ISBN 0-415-16525-3
- Brian W.Jones, The emperor Domitian, Londra e New York 1993. ISBN 0-415-10195-6

### I contendenti
- Domiziano ed i generali Gaio Oppio Sabino, Cornelio Fusco, Tettio Giuliano
- Decebalo

### I popoli
- Impero romano
- Daci, alleati a Roxolani e Bastarni
- Marcomanni, Quadi e Iazigi rimasero neutrali

### Territorio
- Dacia (regione storica)
- Storia della Dacia
- Mesia
- Impero romano